# Licos de Frígia
El Licos (grec antic: Λύκος, llatí: Lycus; actualment, en turc: Çürüksu Çayı, és a dir, 'el riu de l'aigua podrida') és un riu de Turquia afluent del riu Meandre. Neix a la part oriental del mont Cadme i corre en direcció oest fins a unir-se al Meandre.
Segons Heròdot i Estrabó, el riu discorria gairebé un quilòmetre de manera subterrània entre Colosses i Laodicea a causa dels terratrèmols, que són abundants a la zona. Plini el Vell cita tres rius als encontorns de Laodicea: el Licos, el Capros (grec antic: Κάπρος 'porc senglar') i l'Asop (grec antic: Άσωπός).